# Rudlov
Rudlov é um município da Eslováquia, situado no distrito de Vranov nad Topľou, na região de Prešov. Tem 16,04 km² de área e sua população em 2018 foi estimada em 701 habitantes.

## Demografia
| Ano:        | 1994 | 2004   | 2014   | 2024  |
| ----------- | ---- | ------ | ------ | ----- |
| Broj ljudi: | 586  | 638    | 680    | 731   |
| Razlika:    |      | +8,87% | +6,58% | +7,5% |

| Ano:               | 2023 | 2024   |
| ------------------ | ---- | ------ |
| Número de pessoas: | 729  | 731    |
| Diferença:         |      | +0,27% |